# Napomyza merita
Napomyza merita är en tvåvingeart som beskrevs av Zlobin 1993. Napomyza merita ingår i släktet Napomyza och familjen minerarflugor. Arten har ej påträffats i Sverige. Inga underarter finns listade i Catalogue of Life.